# Patou Ebunga-Simbi
Patou Ebunga-Simbi (sinh ngày 26 tháng 8 năm 1983) là một cầu thủ bóng đá người CHDC Congo thi đấu cho câu lạc bộ AS Vita, thường ở vị trí hậu vệ. Anh thi đấu ở Vòng loại giải vô địch bóng đá thế giới 2014.

## Bàn thắng quốc tế
| #  | Ngày       | Địa điểm                       | Đối thủ | Tỉ số | Kết quả | Giải đấu                                     |
| -- | ---------- | ------------------------------ | ------- | ----- | ------- | -------------------------------------------- |
| 1. | 2013-09-08 | Sân vận động Kégué, Lomé, Togo | Togo    | 1–1   | 1–2     | Vòng loại giải vô địch bóng đá thế giới 2014 |

Bản mẫu:Đội hình Kabuscorp S.C.P.